# Chemilly (Allier)
Chemilly település Franciaországban, Allier megyében. Lakosainak száma 588 fő (2022. január 1.). Chemilly Bessay-sur-Allier, Besson, Bresnay, Bressolles, Châtel-de-Neuvre, Toulon-sur-Allier és La Ferté-Hauterive községekkel határos.

## Népesség
A település népességének változása:
| Lakosok száma | 427  | 496  | 608  | 636  | 632  | 633  | 639  | 638  | 621  | 588  |
|               | 1968 | 1982 | 1990 | 2006 | 2013 | 2015 | 2017 | 2019 | 2020 | 2022 |